# جزیره محرق
جزیرهٔ محرق که پیش‌تر محارک نامیده می‌شد، دومین جزیرهٔ بزرگ کشور بحرین پس از جزیرهٔ بحرین می‌باشد که در ۴ کیلومتری شرق منامه، پایتخت بحرین، قرار گرفته‌است. نام این جزیره از نام شهر محرق، پایتخت پیشین بحرین گرفته شده‌است.